# Yo tenía 19 años
Yo tenía 19 años es una película de 1968 de la Deutsche Film AG, dirigida por Konrad Wolf. Narra la historia del joven alemán Gregor Hecker, quien regresa a Alemania en abril de 1945 como teniente del Ejército Rojo. Once años antes, sus padres habían emigrado con él desde Colonia a Moscú. Como miembro de una unidad de propaganda, debe persuadir a los últimos soldados de la Wehrmacht que aún luchan para que se rindan inmediatamente antes del final de la Segunda Guerra Mundial.
La película trata sobre las experiencias personales de Wolf y su amigo el capitán Wladimir Gall. Una cuestión central es cómo la nación cultural alemana, que produjo un Johann Sebastian Bach y con la que Hecker sólo tiene en común el lenguaje, pudo caer en el nacionalsocialismo criminal.

## Trama
El 16 de abril de 1945, el alemán Gregor Hecker, un soldado del Ejército Rojo, avanza con su pequeña tropa tras el 48.º ejército procedente del Óder a través de Brandeburgo hacia el oeste. Los padres de Gregor Hecker son comunistas alemanes que pudieron huir a la Unión Soviética antes de la Segunda Guerra Mundial.
Cuando las tropas llegan a Bernau bei Berlín, que ahora ha sido evacuada tras haber sido ocupada por tanques soviéticos, Hecker es rápidamente nombrado comandante de la ciudad. Intenta montar un centro de mando con un puñado de personas. Entran en contacto con civiles en varias ocasiones, incluida una niña sin hogar que pide que la protejan dándole alojamiento.
El departamento de Hecker construye alojamiento para el estado mayor y se encuentra con un sorprendido comandante del ejército alemán. El comandante alemán Behring quiere salir del cautiverio soviético comunicándose por teléfono, lo que sus superiores reciben con incredulidad. Como prueba, entrega el teléfono a los rusos, quienes lo utilizan a modo de broma.
En Sachsenhausen, Hecker y Sascha Ziganjuk se encuentran con su superior, Wadim Geiman. Intenta salvar a un soldado alemán de la venganza de los soldados soviéticos que acaban de liberar el campo de concentración de Sachsenhausen. Inicialmente, Geiman puede evitar que le disparen al soldado alemán; sin embargo, mientras se dirigen hacia el campamento, se escucha un disparo que anuncia el destino del soldado.
La siguiente escena está extraída del documental Todeslager Sachsenhausen (Campo de exterminio de Sachsenhausen) de 1946, de Richard Brandt. En él, Paul Sakowski,  conocido como el "verdugo de Sachsenhausen", relata cómo asesinó a prisioneros en la cámara de gas con cianuro de hidrógeno y una escopeta en la nuca disfrazada de vara de medir. Zakowski explica que la nacionalidad de los prisioneros era predominantemente rusa. La película no menciona a los judíos asesinados en el campo. 
Poco después, los soldados visitan a un arquitecto paisajista que intenta excusar el fenómeno del nazismo como inevitable e inherente a la naturaleza alemana. Se habla del filósofo Immanuel Kant.
El 30 de abril de 1945, Geiman recibe el encargo especial de negociar la entrega de la ciudadela de Spandau y se lleva a Hecker como intérprete. Juntos se paran frente a la puerta con barricadas de la fortaleza llena de armas. El comandante de la fortaleza, el coronel Lewerenz, y su ayudante bajan hasta ellos con una escalera de cuerda. Mientras los demás oficiales en la fortaleza discuten sobre la rendición, el comandante frente a la puerta explica el código de honor de los oficiales alemanes. Cuando se le informó que la oferta de rendición había sido rechazada, Geiman pidió que le permitieran contactar directamente a los oficiales. Los dos oficiales soviéticos suben a la fortaleza junto con los alemanes. Mientras Geiman intenta explicar a los oficiales la desesperanza de su situación, en otra parte de la fortaleza un Obersturmbannführer honra a las Juventudes Hitlerianas que habían destruido un tanque soviético y disparado a un miembro de la tripulación. El SS elogia la disposición del joven a hacer sacrificios y se queja ante el ayudante de la "traición" de los oficiales de la Wehrmacht en esta "batalla del destino". Su plan de disparar contra los negociadores es impedido por el ayudante que, cuando se supone que debe escoltar a los dos afuera nuevamente, aprovecha la oportunidad para escapar. Un poco más tarde la fortaleza se rinde.
Al éxito de Spandau le sigue otro día de alegría, el 1 de mayo. El conductor del grupo, Chinggis (Kalmursa Rachmanov), hace slalom exitosamente alrededor de camiones destrozados en la carretera desierta. En uno de los camiones baleados, Hecker se encuentra con un soldado alemán ciego de Magdeburgo, quien a su vez lo confunde con uno de sus camaradas. A pesar de sus graves heridas, mira al futuro con esperanza, sin saber que los rusos han cruzado la frontera. Por la noche tiene lugar una gran celebración. El borracho Hecker cae mientras hace equilibrios sobre una pared y oye la voz de su madre quejándose de que está haciendo todo demasiado pronto: fumar, beber aguardiente. Más tarde es testigo del arrebato emocional de un comunista alemán liberado que exige en voz alta que se ahorque a todos los nazis, de lo contrario todo se repetiría dentro de 20 años. El general presente le asegura que la venganza no es una buena consejera, especialmente para el futuro.
Al día siguiente, en el camino de regreso a Spandau, donde deben apoyar a la oficina del comandante, Hecker y sus compañeros dejan a dos de los comunistas. Uno es nombrado alcalde de un pueblo que fue abandonado por los antiguos gobernantes. Durante el viaje, Hecker conversa con el otro, incluso sobre lo que quiere hacer después de la guerra, hasta que se separan en un puesto de control.
Ahora las cosas casi han vuelto a la normalidad, pero la calma engaña. Las tropas alemanas escapan del bolsillo de Berlín e intentan llegar al oeste, disfrazadas de unidades soviéticas. Hecker y sus camaradas logran escapar de un ataque sorpresa. Dada la nueva situación, su máxima de evitar el derramamiento de sangre ya no es una prioridad.
Se instalan en un pequeño cruce de río y utilizaron altavoces para intentar que los soldados alemanes se rindan. Al principio no tienen éxito. Pero cuando Hecker se dirige a ellos con un mensaje más simple, los primeros llegan y se rinden. Los tres soldados soviéticos pronto toman un número considerable de prisioneros. La situación vuelve a parecer normal y Ziganjuk envía un tanque para reforzarlos.
Gregor encuentra un espíritu afín en Willi Lommer, un sargento alemán de Berlín. Durante un ataque con fuego de las tropas merodeadoras de las SS contra el grupo de prisioneros, Lommer y la unidad soviética toman las armas. Después del tiroteo, las tropas de las SS se retiran, pero Ziganjuk ha caído. Lleno de ira y dolor, Hecker grita a través de su altavoz a los tiradores que los persigan, los atrapen y los expulsen de toda la tierra para que nunca más haya disparos.
Antes de que la columna de prisioneros parta, Lommer le entrega a Hecker una carta para su familia y les pide que se la entreguen. Hecker se lo promete. Mientras comienza el cautiverio de Lommer, la pequeña unidad se sube al camión acribillado a balazos y se marcha.

## Elenco
- Jaecki Schwarz como Gregor Hecker
- Vasili Livánov como Wadim Gejman
- Alexey Eybozhenko como Sascha Ziganjuk
- Galina Polskikh como muchacha soviética
- Jenny Gröllmann como muchacha alemana
- Mikhail Gluzsky como general soviético
- Anatoli Solovyov como Starschina
- Kalmursa Rachmanov como Dsingis
- Rolf Hoppe como Etappenmajor Behring
- Wolfgang Greese como un paisajista
- Johannes Wieke como el coronel Lewerenz
- Jürgen Hentsch como el primer teniente Schenk, ayudante
- Kurt Böwe como líder de las SS
- Klaus Manchen como soldado ciego
- Walter Bechstein como primer prisionero liberado
- Hermann Beyer como segundo prisionero liberado
- Werner Wenzel como tercer prisionero liberado
- Dieter Mann como Willi Lommer
- Tscheslav Missejev como ayudante
- Hermann Wagemann como impresor
- Martin Trettau como prisionero en Oranienburg
- Achim Schmidtchen como oficial de la marina

## Dramaturgia
En “Yo tenía diecinueve años”, Wolf procesó experiencias autobiográficas de la época poco antes del final de la Segunda Guerra Mundial. Wolf tuvo que emigrar de Alemania con su familia en 1933. Para muchos miembros del KPD sólo había un refugio posible: la Unión Soviética. Allí Wolf entró en contacto con la industria cinematográfica, interpretó un pequeño papel en la película “Kämpfer” dirigida por emigrantes alemanes, se unió al Ejército Rojo a los 17 años y fue uno de los que ocuparon Alemania en 1945.
Los acontecimientos de la película están contados desde la perspectiva del héroe Gregor Hecker y cubren los días desde el comienzo de la ofensiva soviética en el Óder, del 16 de abril al 2 de mayo de 1945. Las experiencias están fechadas cronológicamente como en un diario y contadas de forma sobria y documental. Se transmiten las impresiones de diferentes personajes, se describen los crímenes de guerra alemanes, como la Operación Barbarroja, el destino de los prisioneros de guerra soviéticos o la estrategia de tierra quemada en la campaña del frente oriental, pero también la persecución de los antifascistas alemanes y la expulsión de alemanes tras la Segunda Guerra Mundial, elementos que se van armando como un mosaico, pero sus destinos no están redondeados para reconocerlos.
La película se esfuerza por mantener un aura de autenticidad y rinde homenaje a la historia intercalando secuencias ficticias con secuencias documentales y haciendo referencias a la música y la literatura de la época.

## Producción
Con el apoyo del ejército soviético y el Ejército Nacional Popular, el rodaje comenzó en enero de 1967. Yo tenía diecinueve años se produjo con un presupuesto de 2.077.000 marcos de la RDA. La película se estrenó el 2 de febrero de 1968 en los cines de la RDA, un día antes de su estreno en el Cine Internacional de Berlín.  En los primeros seis meses la vieron alrededor de 2.500.000 espectadores. En total alcanzó 3.317.966 espectadores en la RDA.
Para el escenario de las negociaciones de traspaso frente a la puerta de la ciudadela de Spandau se recreó la puerta de la fortaleza de Küstrin. Por lo tanto, algunas tomas exteriores no corresponden con las condiciones reales en Spandau. Las vistas exteriores se extrajeron en parte de fondos de archivo y en su mayoría tuvieron lugar en lugares originales en el Margraviato de Brandeburgo (puente de la autopista sobre el río Havel cerca de Töplitz, puente doble sobre el canal Óder-Havel cerca de Borgsdorf - Pinnow, Bernau cerca de Berlín, Palacio de Sanssouci). Se realizaron más tomas en los estudios DEFA, el actual Studio Babelsberg en Potsdam, así como en el antiguo VEB Lokomotivbau Karl Marx / Orenstein &amp; Koppel en Potsdam-Babelsberg, que también formó parte del sitio cinematográfico Studio Babelsberg AG como un espacio de estudio ampliado desde 2006.
Su currículum permitió al director de la DEFA, Konrad Wolf, abordar también temas tabú de la posguerra, como la violación de mujeres alemanas por soldados del Ejército Rojo. Trató de retratar este tema con mucho cuidado y rechazó su idea original de mujeres asustadas que huyen y van a la comandancia de la ciudad, haciendo que una joven dijera: “¡Mejor con uno que con todos!”

## Recepción
El Lexikon des internationalen Films  opinó que "La película contra la guerra, basada en los recuerdos de Konrad Wolf, se estructura en múltiples episodios y describe los horrores de la guerra sin patetismo ni burlas y deja clara la culpa de los alemanes. Se esfuerza por alcanzar el máximo nivel de autenticidad, evita idealizaciones y presenta a las personas con sus peculiaridades y debilidades. A pesar de la emocionalidad partidista, hay suficiente espacio para las propias asociaciones."
Ulrich Gregor escribió en su Geschichte des Films:  "La dificultad y la lucha del protagonista por comprender el paisaje de la Alemania de 1945 se reflejan en la forma en que se presenta este material a menudo fragmentado y elíptico; está moldeado por la experiencia viva, que aún no está rodeada ni amortiguada por la costra de la clasificación y el "afrontamiento" históricos."
La Rundfunk Berlin-Brandenburg la diversidad de perspectivas:  "Es ante todo una película sobre el comportamiento y el pensamiento humano de aquella época, muy sutil, observada atentamente, que transmite muchos detalles, atmosféricamente densa y emocionalmente inquietante: esto crea un mosaico tridimensional de aquellos últimos días de la guerra."
El crítico de Follow-me-now.de señaló : "El carácter inquietante de esta historia se debe principalmente a que Wolf cuenta estos días de forma sobria y documental, mientras que el horror de los últimos años sólo se esconde detrás de los rostros de los perpetradores y las víctimas [...] Las pausas, el vacío, la recopilación de pequeñas y minuciosas experiencias en el encuentro entre el avance del Ejército Rojo y los alemanes -lejos de cualquier propaganda o ideología- transmiten una imagen completamente diferente de los últimos días de la guerra antes del 8 de mayo de 1945 [...] Una película olvidada. Una película de la RDA que conviene arrancar del olvido."

## Premios
| Año  | Premio                                                                         |
| ---- | ------------------------------------------------------------------------------ |
| 1968 | Premio Nacional I. Klasse                                                      |
| 1969 | Heinrich-Greif-Preis 1. clase                                                  |
| 1969 | Mejor película juvenil (Semana de cine juvenil de Halle)                       |
| 1975 | Premio de Arte de la Sociedad para la Amistad Germano-Soviética                |
| 1995 | Elegida una de las 100 películas alemanas más importantes de todos los tiempos |